# Weittalspitze
Weittalspitze är en bergstopp i Österrike.   Den ligger i förbundslandet Tyrolen, i den centrala delen av landet, 300 km sydväst om huvudstaden Wien. Toppen på Weittalspitze är 2 539 meter över havet, eller 202 meter över den omgivande terrängen. Bredden vid basen är 0,89 km. Weittalspitze ingår i Lienzer Dolomiten.
Terrängen runt Weittalspitze är huvudsakligen bergig. Närmaste större samhälle är Lienz, 8,8 km norr om Weittalspitze. 
I omgivningarna runt Weittalspitze växer i huvudsak blandskog. Runt Weittalspitze är det ganska glesbefolkat, med 23 invånare per kvadratkilometer.